# Victory Race (Brands Hatch)

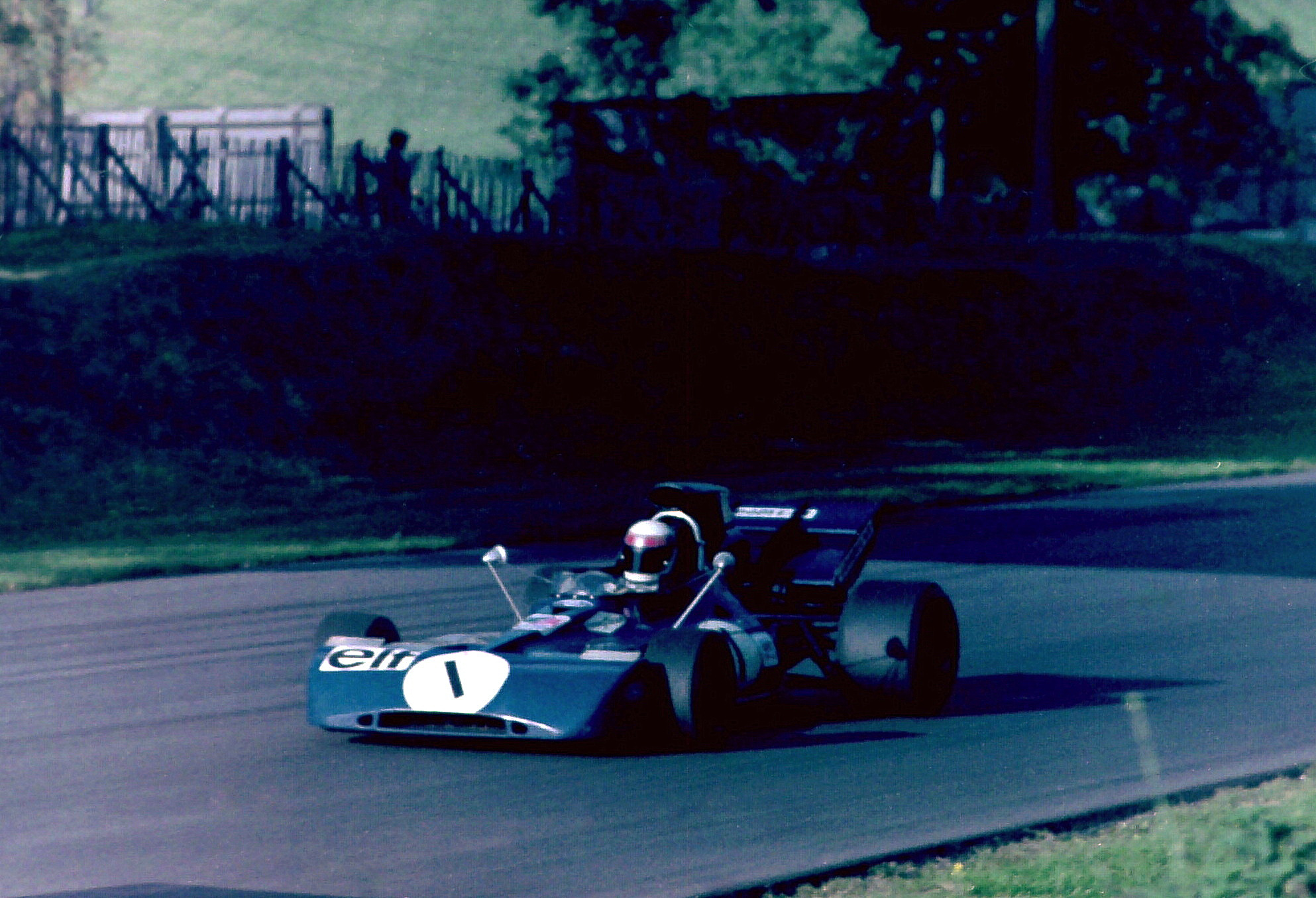
Jackie Stewart sur Tyrrell lors de l'édition de 1971

La World Championship Victory Race  (en français : Course de la Victoire du championnat du monde) est une course de Formule 1 qui s'est tenue en 1971 et 1972 sur le tracé du circuit de Brands Hatch en Angleterre. Ne comptant pas pour le championnat du monde, cette épreuve se déroulait à l'issue de celui-ci, en octobre.

## Mort de Joseph Siffert en 1971
La saison de Formule 1 est terminée depuis le 3 octobre car le Grand Prix du Mexique a été annulé après le décès de Pedro Rodríguez en juillet au Norisring : les organisateurs mexicains n'ont pas eu le cœur à mettre sur pied leur épreuve nationale après la mort de l'idole de tout un pays,.
Les amateurs de course automobile britanniques se saisissent de l'occasion pour organiser à Brands Hatch, le 24 octobre, date devenue vacante, la Victory Race, une épreuve de Formule Libre ouverte aux monoplaces de Formule 1 et de Formule 5000, pour fêter le deuxième titre de champion du monde de Jackie Stewart ; Siffert, épuisé, s'engage pourtant. Sa femme Simone révèle : « Mon mari ne voulait pas y aller, il devait d'ailleurs initialement courir le Grand Prix du Japon à la même date mais sa Porsche n'a pas pu y être acheminée. Mais Jo aimait aussi Brands Hatch, il aimait surtout beaucoup Jackie qui vivait comme nous en Suisse et était un bon ami. Alors, il est parti,… »
Qualifié en pole position au volant de sa BRM, le Suisse partage la première ligne avec Peter Gethin et Emerson Fittipaldi. Quatorze F1 et treize F5000 s'alignent pour le départ où Siffert rate son envol, contraint de mettre ses roues dans l'herbe pour éviter Ronnie Peterson. Relégué en dixième position dès les premiers hectomètres, Siffert attaque fort pour remonter au classement et pointe à la quatrième place au quinzième tour. Au passage suivant, John Surtees qui le suit à deux secondes, voit la BRM du Suisse faire une embardée sur la piste à Pilgrim Drop, à plus de 260 km/h puis se déporter sur la gauche, heurter un remblai de protection qui la renvoie en piste et percuter un panneau de signalisation dans la courbe Hawthorn. La BRM heurte à nouveau le talus, perd son réservoir d'essence latéral gauche, se retourne, est projetée en l'air, passe par-dessus un abri réservé aux commissaires de course puis, toujours retournée, s'écrase et explose,.
Coincé dans son cockpit, vraisemblablement sans connaissance, Joseph Siffert meurt asphyxié. Le décès aurait pu être évité : les secours ont été extrêmement lents, deux extincteurs n'ont pas fonctionné et l'autopsie ne révèle qu'une cheville brisée. L'enquête diligentée après l'accident ne permet pas de clarifier sa cause : une crevaison lente (comme lors du Grand Prix d'Autriche quelques semaines auparavant) à cause du contact avec Peterson au départ, un brutal affaissement de suspension, une boîte de vitesses récalcitrante ne permettant pas d'engager un rapport ? L'épave de la BRM, renvoyée à Bourne pour analyse, ne permet pas de trancher entre casse mécanique et erreur de pilotage. Des années plus tard, un des mécaniciens de BRM confie à Rob Walker qu'il pensait qu'un joint sur une jambe de force de la suspension s'était brisé, ce qui avait entraîné la mise à l'équerre de la roue et la sortie de piste.

## Palmarès
| Année | Vainqueur            | Voiture | Circuit      | Résultats |
| ----- | -------------------- | ------- | ------------ | --------- |
| 1971  | Peter Gethin         | BRM     | Brands Hatch | Résultats |
| 1972  | Jean-Pierre Beltoise | BRM     | Brands Hatch | Résultats |